# Segunda Categoría de Ecuador 1988
El Campeonato Ecuatoriano de Fútbol de Segunda Categoría 1988 fue la edición n.º 15 de la segunda división del fútbol ecuatoriano, este sería  oficialmente el último torneo en considerarse como el segundo escalafón de la pirámide del Fútbol Ecuatoriano ya que para la temporada de 1989, nuevamente sería considerado como el tercer escalón de la pirámide del Fútbol Ecuatoriano, tal como se había acordado hace 1 año en congreso ordinario de la Federación Ecuatoriana de Fútbol, en el caso del ascenso para la Serie B 1989, se decidió que ascendieran los 3 equipos que terminansen en los 3 primeros puestos de la liguilla, en caso de que terminasen con mismo puntaje se decidiría al campeón por medio del gol diferencia para que el torneo no se hiciera lo suficientemente largo tal como ocurrió en la edición de 1985.
El 9 de Octubre(M)(actual Delfín) lograría su primer título que le daría la oportunidad de participar en el Campeonato Ecuatoriano de Fútbol Serie B 1989, mientras que el Calvi obtendría el segundo subcampeonato que también le daría la oportunidad de participar en aquel campeonato, mientras que LDU(C) obtendría el 3er. lugar que también le daría la oportunidad de participar en aquel campeonato.

## Sistema de campeonato
Fase provincial (Primera Etapa)
- La Primera Fase está formada por los Campeonatos provinciales organizados por cada Asociación de Fútbol (12 en ese entonces), los campeones y vicecampeones clasificarán al Zonal Regional.

Fase regional (Segunda Etapa)
- La Zona 1 estuvo integrada por las provincias deːGuayas y Esmeraldas.
- La Zona 2 estuvo integrada por las provincias deːEl Oro y Cañar.
- La Zona 3 estuvo integrada por las provincias deːLoja y Azuay.
- La Zona 4 estuvo integrada por las provincias deːCotopaxi y Tungurahua.
- La Zona 5 estuvo integrada por las provincias deːManabí y Los Ríos.
- La Zona 6 estuvo integrada por las provincias deːPichincha y Chimborazo.

- Cada zona jugara con 4 equipos de las 2 provincias que participaran por sorteo previo en encuentros de ida y vuelta, clasificaran a la tercera etapa el equipo con mayor cantidad de puntos posibles.

Fase final (Tercera Etapa)
- Un total de 6 clubes jugarán esta etapa.
- El hexagonal constará con partidos de ida y vuelta (10 fechas).
- Los tres equipos que logren la mayoría de puntos lograran el ascenso a la Serie B 1989, en caso de igualdad de puntos entre los 2 primeros equipos mejor posicionados o los 3 equipos que lograran el ascenso se conocerá al campeón por medio del gol diferencia.

## Equipos clasificados
| Asociación                                                              | Equipo                                  | Vía de clasificación                                                                                     |
| ----------------------------------------------------------------------- | --------------------------------------- | --- |
| Azuay 2 cupos                                                           | LDU(C) La Gloria                        | Campeón de la Segunda Categoría de Azuay 1988 Subcampeón de la Segunda Categoría de Azuay 1988           |
| Cañar 2 cupos                                                           | Casa Quishpi La Troncal                 | Campeón de la Segunda Categoría de Cañar 1988 Subcampeón de la Segunda Categoría de Cañar 1988           |
| Chimborazo 2 cupos                                                      | Olmedo 9 de Octubre(R)                  | Campeón de la Segunda Categoría de Chimborazo 1988 Subcampeón de la Segunda Categoría de Chimborazo 1988 |
| Cotopaxi 2 cupos                                                        | Dep.Cotopaxi Alianza Juvenil San Felipe | Campeón de la Segunda Categoría de Cotopaxi 1988 Subcampeón de la Segunda Categoría de Cotopaxi 1988     |
| El Oro 2 cupos                                                          | Santos América de Machala               | Campeón de la Segunda Categoría de El Oro 1988 Subcampeón de la Segunda Categoría de El Oro 1988         |
| [[Archivo:\|20x20px\|border\|Bandera de Esmeraldas]] Esmeraldas 2 cupos | Juvenil 5 de Agosto                     | Campeón de la Segunda Categoría de Esmeraldas 1988 Subcampeón de la Segunda Categoría de El Oro 1988     |
| Guayas 2 cupos                                                          | Filancard Calvi                         | Campeón de la Segunda Categoría de Guayas 1988 Subcampeón de la Segunda Categoría de Guayas 1988         |
| Loja 2 cupos                                                            | LDU(L) Cabo Minacho                     | Campeón de la Segunda Categoría de Loja 1988 Subcampeón de la Segunda Categoría de Loja 1988             |
| Los Ríos 2 cupos                                                        | Santa Rita Fluminense                   | Campeón de la Segunda Categoría de Los Ríos 1988 Subcampeón de la Segunda Categoría de Los Ríos 1988     |
| Manabí 2 cupos                                                          | Green Cross 9 de Octubre(M)             | Campeón de la Segunda Categoría de Manabí 1988 Subcampeón de la Segunda Categoría de Manabí 1988         |
| [[Archivo:\|20x20px\|border\|Bandera de Pichincha]] Pichincha 2 cupos   | 3 de Julio Chimbacalle                  | Campeón de la Segunda Categoría de Pichincha 1988 Subcampeón de la Segunda Categoría de Pichincha 1988   |
| Tungurahua 2 cupos                                                      | El Globo Tec.Guayaquil                  | Campeón de la Segunda Categoría de Tungurahua 1988 Subcampeón de la Segunda Categoría de Tungurahua 1988 |

## Zona 1
Los equipos de Guayas y Esmeraldas.

### Grupo A
|  |    | Equipo      | PJ | PG | PE | PP | GF | GC | DG | PTS |
|  | -- | ----------- | -- | -- | -- | -- | -- | -- | -- | --- |
|  | 1° | Calvi       | 6  | 4  | 2  | 0  | 8  | 4  | +4 | 10  |
|  | 2º | Filancard   | 6  | 3  | 2  | 1  | 5  | 1  | +4 | 8   |
|  | 3º | 5 de Agosto | 6  | 0  | 3  | 3  | 4  | 7  | -3 | 3   |
|  | 4º | Juvenil     | 6  | 0  | 3  | 3  | 4  | 9  | -5 | 3   |

### Partidos y resultados
| Fecha 1      | Fecha 1   | Fecha 1          |
| Equipo Local | Resultado | Equipo Visitante |
| ------------ | --------- | ---------------- |
| Calvi        | 0-0       | Filancard        |
| Juvenil      | 0-0       | 5 de Agosto      |

| Fecha 2      | Fecha 2   | Fecha 2          |
| Equipo Local | Resultado | Equipo Visitante |
| ------------ | --------- | ---------------- |
| Calvi        | 1-0       | Juvenil          |
| 5 de Agosto  | 0-0       | Filancard        |

| Fecha 3      | Fecha 3   | Fecha 3          |
| Equipo Local | Resultado | Equipo Visitante |
| ------------ | --------- | ---------------- |
| Filancard    | 3-0       | Juvenil          |
| 5 de Agosto  | 1-2       | Calvi            |

| Fecha 4      | Fecha 4   | Fecha 4          |
| Equipo Local | Resultado | Equipo Visitante |
| ------------ | --------- | ---------------- |
| Filancard    | 0-1       | Calvi            |
| 5 de Agosto  | 2-2       | Juvenil          |

| Fecha 5      | Fecha 5   | Fecha 5          |
| Equipo Local | Resultado | Equipo Visitante |
| ------------ | --------- | ---------------- |
| Juvenil      | 2-2       | Calvi            |
| Filancard    | 1-0       | 5 de Agosto      |

| Fecha 6      | Fecha 6   | Fecha 6          |
| Equipo Local | Resultado | Equipo Visitante |
| ------------ | --------- | ---------------- |
| Juvenil      | 0-1       | Filancard        |
| Calvi        | 2-1       | 5 de Agosto      |

## Zona 2
Los equipos de Cañar y El Oro.

### Grupo B
|  |    | Equipo             | PJ | PG | PE | PP | GF | GC | DG  | PTS |
|  | -- | ------------------ | -- | -- | -- | -- | -- | -- | --- | --- |
|  | 1° | Santos             | 6  | 4  | 1  | 1  | 11 | 4  | +7  | 9   |
|  | 2º | América de Machala | 6  | 3  | 2  | 1  | 12 | 8  | +4  | 8   |
|  | 3º | La Troncal         | 6  | 2  | 0  | 4  | 8  | 11 | -3  | 4   |
|  | 4º | Casa Quishpi       | 6  | 1  | 1  | 4  | 5  | 15 | -10 | 3   |

### Partidos y resultados
| Fecha 1      | Fecha 1   | Fecha 1            |
| Equipo Local | Resultado | Equipo Visitante   |
| ------------ | --------- | ------------------ |
| Casa Quishpi | 2-1       | La Troncal         |
| Santos       | 0-0       | América de Machala |

| Fecha 2            | Fecha 2   | Fecha 2          |
| Equipo Local       | Resultado | Equipo Visitante |
| ------------------ | --------- | ---------------- |
| La Troncal         | 0-1       | Santos           |
| América de Machala | 3-1       | Casa Quishpi     |

| Fecha 3      | Fecha 3   | Fecha 3            |
| Equipo Local | Resultado | Equipo Visitante   |
| ------------ | --------- | ------------------ |
| La Troncal   | 2-1       | América de Machala |
| Santos       | 3-0       | Casa Quishpi       |

| Fecha 4            | Fecha 4   | Fecha 4          |
| Equipo Local       | Resultado | Equipo Visitante |
| ------------------ | --------- | ---------------- |
| La Troncal         | 2-1       | Casa Quishpi     |
| América de Machala | 3-1       | Santos           |

| Fecha 5      | Fecha 5   | Fecha 5            |
| Equipo Local | Resultado | Equipo Visitante   |
| ------------ | --------- | ------------------ |
| Casa Quishpi | 2-2       | América de Machala |
| Santos       | 3-1       | La Troncal         |

| Fecha 6            | Fecha 6   | Fecha 6          |
| Equipo Local       | Resultado | Equipo Visitante |
| ------------------ | --------- | ---------------- |
| América de Machala | 3-2       | La Troncal       |
| Casa Quishpi       | 0-4       | Santos           |

## Zona 3
Los equipos de Loja y Azuay.

### Grupo C
|  |    | Equipo       | PJ | PG | PE | PP | GF | GC | DG | PTS |
|  | -- | ------------ | -- | -- | -- | -- | -- | -- | -- | --- |
|  | 1° | LDU(C)       | 6  | 5  | 1  | 0  | 12 | 7  | +5 | 11  |
|  | 2º | La Gloria    | 6  | 4  | 0  | 2  | 11 | 7  | +4 | 8   |
|  | 3º | Cabo Minacho | 6  | 2  | 0  | 4  | 8  | 8  | 0  | 4   |
|  | 4º | LDU(L)       | 6  | 0  | 1  | 5  | 5  | 13 | -8 | 1   |

### Partidos y resultados
| Fecha 1      | Fecha 1   | Fecha 1          |
| Equipo Local | Resultado | Equipo Visitante |
| ------------ | --------- | ---------------- |
| LDU(L)       | 0-4       | Cabo Minacho     |
| LDU(C)       | 3-2       | La Gloria        |

| Fecha 2      | Fecha 2   | Fecha 2          |
| Equipo Local | Resultado | Equipo Visitante |
| ------------ | --------- | ---------------- |
| Cabo Minacho | 0-2       | La Gloria        |
| LDU(C)       | 0-0       | LDU(L)           |

| Fecha 3      | Fecha 3   | Fecha 3          |
| Equipo Local | Resultado | Equipo Visitante |
| ------------ | --------- | ---------------- |
| La Gloria    | 3-2       | LDU(L)           |
| Cabo Minacho | 2-3       | LDU(C)           |

| Fecha 4      | Fecha 4   | Fecha 4          |
| Equipo Local | Resultado | Equipo Visitante |
| ------------ | --------- | ---------------- |
| Cabo Minacho | 1-0       | LDU(L)           |
| La Gloria    | 0-1       | LDU(C)           |

| Fecha 5      | Fecha 5   | Fecha 5          |
| Equipo Local | Resultado | Equipo Visitante |
| ------------ | --------- | ---------------- |
| La Gloria    | 2-0       | Cabo Minacho     |
| LDU(L)       | 2-3       | LDU(C)           |

| Fecha 6      | Fecha 6   | Fecha 6          |
| Equipo Local | Resultado | Equipo Visitante |
| ------------ | --------- | ---------------- |
| LDU(L)       | 1-2       | La Gloria        |
| LDU(C)       | 2-0       | Cabo Minacho     |

## Zona 4
Los equipos de Cotopaxi y Tungurahua.

### Grupo D
|  |    | Equipo                 | PJ | PG | PE | PP | GF | GC | DG | PTS |
|  | -- | ---------------------- | -- | -- | -- | -- | -- | -- | -- | --- |
|  | 1° | El Globo               | 6  | 5  | 1  | 0  | 12 | 5  | +7 | 11  |
|  | 2º | Dep.Cotopaxi           | 6  | 2  | 1  | 3  | 9  | 8  | +1 | 5   |
|  | 3º | Alianza Juv.San Felipe | 6  | 1  | 2  | 3  | 10 | 12 | -2 | 4   |
|  | 4º | Tec.Guayaquil          | 6  | 1  | 2  | 3  | 8  | 14 | -6 | 4   |

### Partidos y resultados
| Fecha 1      | Fecha 1   | Fecha 1                |
| Equipo Local | Resultado | Equipo Visitante       |
| ------------ | --------- | ---------------------- |
| Dep.Cotopaxi | 1-0       | Alianza Juv.San Felipe |
| El Globo     | 3-1       | Tec.Guayaquil          |

| Fecha 2                | Fecha 2   | Fecha 2          |
| Equipo Local           | Resultado | Equipo Visitante |
| ---------------------- | --------- | ---------------- |
| Alianza Juv.San Felipe | 2-2       | El Globo         |
| Tec.Guayaquil          | 1-1       | Dep.Cotopaxi     |

| Fecha 3       | Fecha 3   | Fecha 3                |
| Equipo Local  | Resultado | Equipo Visitante       |
| ------------- | --------- | ---------------------- |
| Dep.Cotopaxi  | 0-1       | El Globo               |
| Tec.Guayaquil | 2-1       | Alianza Juv.San Felipe |

| Fecha 4                | Fecha 4   | Fecha 4          |
| Equipo Local           | Resultado | Equipo Visitante |
| ---------------------- | --------- | ---------------- |
| Alianza Juv.San Felipe | 3-2       | Dep.Cotopaxi     |
| Tec.Guayaquil          | 0-2       | El Globo         |

| Fecha 5      | Fecha 5   | Fecha 5                |
| Equipo Local | Resultado | Equipo Visitante       |
| ------------ | --------- | ---------------------- |
| El Globo     | 2-1       | Alianza Juv.San Felipe |
| Dep.Cotopaxi | 4-1       | Tec.Guayaquil          |

| Fecha 6                | Fecha 6   | Fecha 6          |
| Equipo Local           | Resultado | Equipo Visitante |
| ---------------------- | --------- | ---------------- |
| El globo               | 2-1       | Dep.Cotopaxi     |
| Alianza Juv.San Felipe | 3-3       | Tec.Guayaquil    |

## Zona 5
Los equipos de Los Ríos y Manabí.

### Grupo E
|  |    | Equipo          | PJ | PG | PE | PP | GF | GC | DG  | PTS |
|  | -- | --------------- | -- | -- | -- | -- | -- | -- | --- | --- |
|  | 1° | 9 de Octubre(M) | 6  | 3  | 3  | 0  | 8  | 1  | +7  | 9   |
|  | 2º | Green Cross     | 6  | 3  | 2  | 1  | 9  | 5  | +4  | 8   |
|  | 3º | Santa Rita      | 6  | 1  | 4  | 1  | 7  | 8  | -1  | 6   |
|  | 4º | Fluminense      | 6  | 0  | 1  | 5  | 4  | 14 | -10 | 1   |

### Partidos y resultados
| Fecha 1      | Fecha 1   | Fecha 1          |
| Equipo Local | Resultado | Equipo Visitante |
| ------------ | --------- | ---------------- |
| Green Cross  | 0-2       | 9 de Octubre(M)  |
| Santa Rita   | 2-1       | Fluminense       |

| Fecha 2      | Fecha 2   | Fecha 2          |
| Equipo Local | Resultado | Equipo Visitante |
| ------------ | --------- | ---------------- |
| Green Cross  | 2-1       | Fluminense       |
| Santa Rita   | 1-1       | 9 de Octubre     |

| Fecha 3         | Fecha 3   | Fecha 3          |
| Equipo Local    | Resultado | Equipo Visitante |
| --------------- | --------- | ---------------- |
| 9 de Octubre(M) | 4-0       | Fluminense       |
| Santa Rita      | 1-1       | Green Cross      |

| Fecha 4         | Fecha 4   | Fecha 4          |
| Equipo Local    | Resultado | Equipo Visitante |
| --------------- | --------- | ---------------- |
| 9 de Octubre(M) | 0-0       | Green Cross      |
| Fluminense      | 2-2       | Santa Rita       |

| Fecha 5         | Fecha 5   | Fecha 5          |
| Equipo Local    | Resultado | Equipo Visitante |
| --------------- | --------- | ---------------- |
| 9 de Octubre(M) | 0-0       | Santa Rita       |
| Fluminense      | 0-3       | Green Cross      |

| Fecha 6      | Fecha 6   | Fecha 6          |
| Equipo Local | Resultado | Equipo Visitante |
| ------------ | --------- | ---------------- |
| Green Cross  | 3-1       | Santa Rita       |
| Fluminense   | 0-1       | 9 de Octubre(M)  |

## Zona 6
Los equipos de Pichincha y Chimborazo.

### Grupo F
|  |    | Equipo          | PJ | PG | PE | PP | GF | GC | DG  | PTS |
|  | -- | --------------- | -- | -- | -- | -- | -- | -- | --- | --- |
|  | 1° | Olmedo          | 6  | 5  | 1  | 0  | 15 | 3  | +12 | 11  |
|  | 2º | 3 de Julio      | 6  | 2  | 2  | 2  | 15 | 13 | +2  | 6   |
|  | 3º | Chimbacalle     | 6  | 2  | 1  | 3  | 15 | 14 | +1  | 5   |
|  | 4º | 9 de Octubre(R) | 6  | 0  | 2  | 4  | 7  | 20 | -13 | 2   |

### Partidos y resultados
| Fecha 1      | Fecha 1   | Fecha 1          |
| Equipo Local | Resultado | Equipo Visitante |
| ------------ | --------- | ---------------- |
| 3 de Julio   | 3-1       | Chimbacalle      |
| Olmedo       | 2-0       | 9 de Octubre(R)  |

| Fecha 2         | Fecha 2   | Fecha 2          |
| Equipo Local    | Resultado | Equipo Visitante |
| --------------- | --------- | ---------------- |
| Chimbacalle     | 0-2       | Olmedo           |
| 9 de Octubre(R) | 3-3       | 3 de Julio       |

| Fecha 3         | Fecha 3   | Fecha 3          |
| Equipo Local    | Resultado | Equipo Visitante |
| --------------- | --------- | ---------------- |
| 3 de Julio      | 1-1       | Olmedo           |
| 9 de Octubre(R) | 2-2       | Chimbacalle      |

| Fecha 4         | Fecha 4   | Fecha 4          |
| Equipo Local    | Resultado | Equipo Visitante |
| --------------- | --------- | ---------------- |
| Chimbacalle     | 3-2       | 3 de julio       |
| 9 de Octubre(R) | 0-1       | Olmedo           |

| Fecha 5      | Fecha 5   | Fecha 5          |
| Equipo Local | Resultado | Equipo Visitante |
| ------------ | --------- | ---------------- |
| Olmedo       | 3-2       | Chimbacalle      |
| 3 de Julio   | 5-0       | 9 de Octubre(R)  |

| Fecha 6      | Fecha 6   | Fecha 6          |
| Equipo Local | Resultado | Equipo Visitante |
| ------------ | --------- | ---------------- |
| Olmedo       | 6-0       | 3 de julio       |
| Chimbacalle  | 7-2       | 9 de Octubre(R)  |

## Equipos Clasificados a la Fase Final (Hexagonal)
Clasificados como Primeros (Ganadores de cada Grupo)
- Calvi
- Santos
- LDU(C)
- El Globo
- 9 de Octubre(M)
- Olmedo

## Hexagonal Final

### Partidos y resultados
| Fecha 1      | Fecha 1   | Fecha 1          |
| Equipo Local | Resultado | Equipo Visitante |
| ------------ | --------- | ---------------- |
| Santos       | 2-0       | Calvi            |
| LDU(C)       | 2-1       | Olmedo           |
| El Globo     | 1-2       | 9 de Octubre(M)  |

| Fecha 2      | Fecha 2   | Fecha 2          |
| Equipo Local | Resultado | Equipo Visitante |
| ------------ | --------- | ---------------- |
| Calvi        | 4-0       | LDU(C)           |
| El Globo     | 4-1       | Santos           |
| Olmedo       | 3-2       | 9 de Octubre(M)  |

| Fecha 3         | Fecha 3   | Fecha 3          |
| Equipo Local    | Resultado | Equipo Visitante |
| --------------- | --------- | ---------------- |
| Calvi           | 2-0       | El Globo         |
| 9 de octubre(M) | 2-0       | LDU(C)           |
| Santos          | 2-0       | Olmedo           |

| Fecha 4         | Fecha 4   | Fecha 4          |
| Equipo Local    | Resultado | Equipo Visitante |
| --------------- | --------- | ---------------- |
| 9 de Octubre(M) | 4-2       | Santos           |
| LDU(C)          | 2-0       | El Globo         |
| Olmedo          | 1-2       | Calvi            |

| Fecha 5      | Fecha 5   | Fecha 5          |
| Equipo Local | Resultado | Equipo Visitante |
| ------------ | --------- | ---------------- |
| Calvi        | 1-0       | 9 de Octubre(M)  |
| Santos       | 1-2       | LDU(C)           |
| Olmedo       | 3-0       | El Globo         |

| Fecha 6         | Fecha 6   | Fecha 6          |
| Equipo Local    | Resultado | Equipo Visitante |
| --------------- | --------- | ---------------- |
| Calvi           | 2-1       | Santos           |
| 9 de Octubre(M) | 10-0      | El Globo         |
| Olmedo          | 3-0       | LDU(C)           |

| Fecha 7         | Fecha 7   | Fecha 7          |
| Equipo Local    | Resultado | Equipo Visitante |
| --------------- | --------- | ---------------- |
| 9 de Octubre(M) | 3-0       | Olmedo           |
| Santos          | 2-0       | El Globo         |
| LDU(C)          | 4-1       | Calvi            |

| Fecha 8      | Fecha 8   | Fecha 8          |
| Equipo Local | Resultado | Equipo Visitante |
| ------------ | --------- | ---------------- |
| LDU(C)       | 1-0       | 9 de Octubre(M)  |
| El Globo     | 1-2       | Calvi            |
| Olmedo       | 5-0       | Santos           |

| Fecha 9      | Fecha 9   | Fecha 9          |
| Equipo Local | Resultado | Equipo Visitante |
| ------------ | --------- | ---------------- |
| Calvi        | 2-1       | Olmedo           |
| Santos       | 0-2       | 9 de Octubre(M)  |
| El Globo     | 0-1       | LDU(C)           |

| Fecha 10        | Fecha 10  | Fecha 10         |
| Equipo Local    | Resultado | Equipo Visitante |
| --------------- | --------- | ---------------- |
| 9 de Octubre(M) | 3-1       | Calvi            |
| LDU(C)          | 2-0       | Santos           |
| El Globo        | 0-10      | Olmedo           |

### Tabla de posiciones
|  |  |    | Equipo          | PJ | PG | PE | PP | GF | GC | DG  | PTS |
|  |  | -- | --------------- | -- | -- | -- | -- | -- | -- | --- | --- |
|  |  | 1. | 9 de Octubre(M) | 10 | 7  | 0  | 3  | 28 | 9  | +19 | 14  |
|  |  | 2. | Calvi           | 10 | 7  | 0  | 3  | 17 | 13 | +4  | 14  |
|  |  | 3. | LDU(C)          | 10 | 7  | 0  | 3  | 14 | 12 | +2  | 14  |
|  |  | 4. | Olmedo          | 10 | 5  | 0  | 5  | 27 | 13 | +14 | 10  |
|  |  | 5. | Santos          | 10 | 3  | 0  | 7  | 11 | 21 | -10 | 6   |
|  |  | 6. | El Globo        | 10 | 1  | 0  | 9  | 6  | 35 | -29 | 2   |

 Pts=Puntos; PJ=Partidos jugados; G=Partidos ganados; E=Partidos empatados; P=Partidos perdidos; GF=Goles a favor; GC=Goles en contra; Dif=Diferencia de gol
|  | Campeón Anual ascendió a la Serie B 1989.    |
|  | Subcampeón Anual ascendió a la Serie B 1989. |
|  | 3° Lugar anual ascendió a la Serie B 1989.   |

### Campeón
|                                                                    |
| 9 de Octubre(M) 1.er Título Ascendió a la Serie B                  |
| También ascendieron Calvi como Vicecampeón y LDU(C) como 3° Lugar. |